# Mecomischus pedunculatus
Mecomischus pedunculatus là một loài thực vật có hoa trong họ Cúc. Loài này được (Coss. & Durieu) Coss. ex Oberpr. & Greuter mô tả khoa học đầu tiên năm 2003.